# Лёгочный фиброз
Легочный фиброз — заболевание, при котором лёгкие со временем покрываются рубцами. Симптомы включают одышку, сухой кашель, утомляемость, потерю веса и утолщение ногтей. Возможные осложнения — лёгочная гипертензия, дыхательная недостаточность, пневмоторакс и рак лёгких.
Причинами являются загрязнение окружающей среды, прием некоторых лекарств, заболевания соединительной ткани, инфекции и интерстициальные заболевания лёгких. Наиболее распространён идиопатический лёгочный фиброз (ИЛФ) — интерстициальное заболевание лёгких неизвестной этиологии. Диагноз может быть поставлен на основании симптомов, результатов медицинской визуализации, биопсии лёгких и исследование функции внешнего дыхания.
Известного лечения не существует. Лечение направлено на улучшение симптомов и может включать кислородную терапию и лёгочную реабилитацию. Некоторые лекарства могут использоваться для замедления процесса образования рубцов. Иногда вариантом лечения может быть трансплантация лёгких. Заболевание диагностировано по меньшей мере у 5 миллионов человек во всем мире. Продолжительность жизни больного обычно составляет менее пяти лет.